# Ду Чжэньюй
Ду Чжэньюй (кит. упр. 杜震宇, пиньинь Dù Zhènyǔ, род. 10 февраля 1983 в Шэньяне, Ляонин, Китай) — бывший китайский футболист, выступавший на позиции полузащитника и нападающего в командах Суперлиги Китая и национальной сборной.

## Карьера
Профессиональную карьеру Ду Чжэньюй начал в 2001 году в клубе «Чанчунь Ятай», где в дебютном сезоне выходил в 18 матчах и отметился пятью забитыми мячами. В итоге с 2003 год Ду становится игроком основы. В сезоне 2005 года Ду в составе команды добивается значительных успехов, а его клуб финиширует вторым в Первой лиге Китая и получает возможность выйти в высший дивизион. В Суперлиге Ду Чжэньюй продолжает забивать, выступая в основном на позиции полузащитника и с семью голами в лиге приводит «Чанчунь» на четвёртое место в высшем дивизионе.
Наиболее успешным для игрока стал сезон 2007 года в Суперлиге, в «Чанчуне» он играл важную роль, а команда в итоге завоевала чемпионский титул. Кроме того, игрок был признан футболистом года в Китае. Следующий год команда начинала в Лиге чемпионов АФК. Несмотря на несколько забитых мячей и стартовую победу над вьетнамским клубом «Биньзыонг», китайский клуб не смог пробиться в групповую стадию турнира. В сезоне 2008 года команда не смогла повторить победный результат в чемпионате, финишировав на шестом месте. При этом Ду Чжэньюй сохранил голеадорское чутье и забил десять мячей.
Перед началом сезона Ду потерял место в составе, уступив Лю Вэйдуну. В итоге игрок отправился в аренду в команду «Тяньцзинь Тэда», за которую дебютировал 14 июля 2012 года в матче против «Циндао Чжуннэн». Матч в итоге закончился нулевой ничьей, а Ду не смог отличиться. После этой игры Ду стал регулярно выходить в основе и 28 июля 2012 года забил первый гол за новый клуб в матче регулярного первенства против «Бэйцзин Гоань», а команда одержала победу со счётом 2-1. Однако его игра забылась на фоне скандала, произошедшего 27 октября 2012 года в матче против «Гуйчжоу Жэньхэ», в котором он толкнул судью после двух нарушений и удаления. В итоге, игрок заплатил штраф в 35 тыс.юаней и получил семиматчевую дисквалификацию. Несмотря на это, в следующем сезоне «Тяньцзинь» решил заключить с игроком полноценный контракт на сезон 2013 года.
После сезона 2014 года Ду расторг контракт с «Тяньцзинем» и в возрасте 32 лет вернулся в родной клуб «Чанчунь Ятай», где подписал контракт на два года.

## Международная карьера
Ду вызывался в сборную Китая по футболу в 2006 году, когда главным тренером команды был Чжу Гуанху.
 Дебютировал в товарищеском матче против команды Таиланда 10 августа 2006 года, в котором команда Китая победила со счётом 4:0, а игрок забил один мяч.

## Достижения
«Чанчунь Ятай»
- Чемпион Китая : 2007
- Победитель Лиги Цзя Б : 2003